# Landry Bender
Landry Elizabeth Bender (Chicago, 3 agosto 2000) è un'attrice statunitense.
È nota per aver interpretato il ruolo di Cleo Bernstein nella serie Disney XD Crash & Bernstein (2012-2014); Blithe Pedulla nel film The Sitter (2011); Cyd, nella sitcom di Disney Channel Best Friends Whenever (2015-2016); Rocki nella sitcom di Netflix Le amiche di mamma (2017-2020).

## Biografia
Landry Bender è nata a Chicago, in Illinois, il 3 agosto 2000. È figlia del telecronista sportivo Trey Bender. All'età di due anni la famiglia si trasferisce a Phoenix, in Arizona. Qui inizia a prendere lezioni di recitazione al Desert Stages Theatre all'età di 5 anni. Frequenta la Oak Park Independent School, dove si diploma.

## Filmografia

### Attrice

#### Cinema
- Lo spaventapassere (The Sitter), regia di David Gordon Green (2011)
- A World Away, regia di Mark Blanchard (2019)
- Pure O, regia di Dillon Tucker (2023)
- The Real Bros of Simi Valley: The Movie, regia di Jimmy Tatro (2024)

#### Televisione
- The Council of Dads, regia di Anthony e Joe Russo - film TV (2011)
- Crash & Bernstein - serie TV, 35 episodi (2012-2014)
- Fairest of the Mall, regia di Shelley Jensen - film TV (2014)
- Liv e Maddie (Liv and Maddie) - serie TV, episodio 3x04 (2015)
- Best Friends Whenever - serie TV, 31 episodi (2015-2016)
- Le amiche di mamma (Fuller House) - serie TV, 16 episodi (2017-2020)
- Cercando Alaska (Looking for Alaska), regia di Clea DuVall, Rachel Lee Goldenberg, Rashaad Ernesto Green, Megan Griffiths, Brett Haley, Ami Canaan Mann, Josh Schwartz, Sarah Adina Smith - miniserie TV, 8 puntate (2019)
- The Republic of Sarah - serie TV, 10 episodi (2021)

#### Videoclip
- Landry Bender, Lauren Taylor, Gus Kamp e Ricky García Making Today a Perfect Day Music Video: Best Friends Whenever, regia di Matt Stawski (2015)

### Doppiatrice
- Jake e i pirati dell'Isola che non c'è (Jake and the Never Land Pirates) - serie animata, episodio 3x11 (2014)
- La legge di Milo Murphy (Milo Murphy's Law) - serie animata, episodi 1x07-2x17 (2016-2019)
- The Lion Guard - serie animata, 27 episodi (2017-2019)